# Loxosomella
Loxosomella је род који припада породици Loxosomatidae. Као и сви представници ове фамилије живе у мору, солитарно или епизоично на книдаријама, бриозоама, полихетама и другим животињама. Имају каликс (пехар) и педункулус (дршку) који нису јасно разграничени, већ је прелаз између њих постепен. За представнике овог рода је карактеристично да педункулус има жлезду која лучи секрет ради причвршћивања за супстрат. Код одраслих јединки ова жлезда губи своју функцију, па се адулти активно крећу.